# Justitieråd
Justitieråd (finska: oikeusneuvos) är titeln på ledamöterna i de högsta domstolarna i Sverige och Finland. Det gäller ledamöterna i svenska Högsta domstolen sedan 1809 och i finländska Högsta domstolen sedan 1918, samt i svenska Högsta förvaltningsdomstolen sedan 2011 och i finländska Högsta förvaltningsdomstolen sedan 2017.

## Finland
Högsta domstolens ledamöter har titeln justitieråd sedan 1918, då domstolen tillskapades efter Finlands självständighet.
I Högsta förvaltningsdomstolen infördes titeln justitieråd för domstolens ledamöter 2017. Fram till slutet av 2016 hade ledamöterna titeln förvaltningsråd (finska: hallintoneuvos).

## Sverige
Högsta domstolen inrättades 1789, men titeln justitieråd infördes för dess ledamöter först 1809. Antalet justitieråd i Högsta domstolen ska vara minst 14. För närvarande är de 16 stycken. Justitieråden ska vara lagfarna domare. De får inte inneha eller utöva något annat ämbete. Däremot kan de åta sig uppdrag som till exempel skiljeman.
Sedan 2011 används titeln justitieråd även för Högsta förvaltningsdomstolens ledamöter. Före 2011 användes titeln regeringsråd. Ändringen skedde i samband med att Högsta förvaltningsdomstolen ändrade namn från Regeringsrätten. Högsta förvaltningsdomstolen består av minst 14 justitieråd, som ska vara lagfarna domare. Fram till 2017 gällde att minst två tredjedelar av antalet justitieråd skulle vara lagfarna. Ett av justitieråden förordnas av regeringen till ordförande för Högsta förvaltningsdomstolen.
Justitieråd, liksom andra ordinarie domare, utses av regeringen.